# 부산 법조타운 칼부림 사건
부산 법조타운 칼부림 사건은 2024년 5월 9일 대한민국 부산광역시 연제구 거제동 부산지방법원 정문 건너편에서 50대 남성 홍 모씨가 다른 유튜버를 살인한 사건이다.

## 결과
- 2024년 11월 20일 1심에서 무기징역 및 10년간 위치추적·전자장치 부착을 선고했다.[4]